# Metapelma mirabile
Metapelma mirabile is een vliesvleugelig insect uit de familie Eupelmidae. De wetenschappelijke naam is voor het eerst geldig gepubliceerd in 1906 door Brues.